# Древесный хлыст

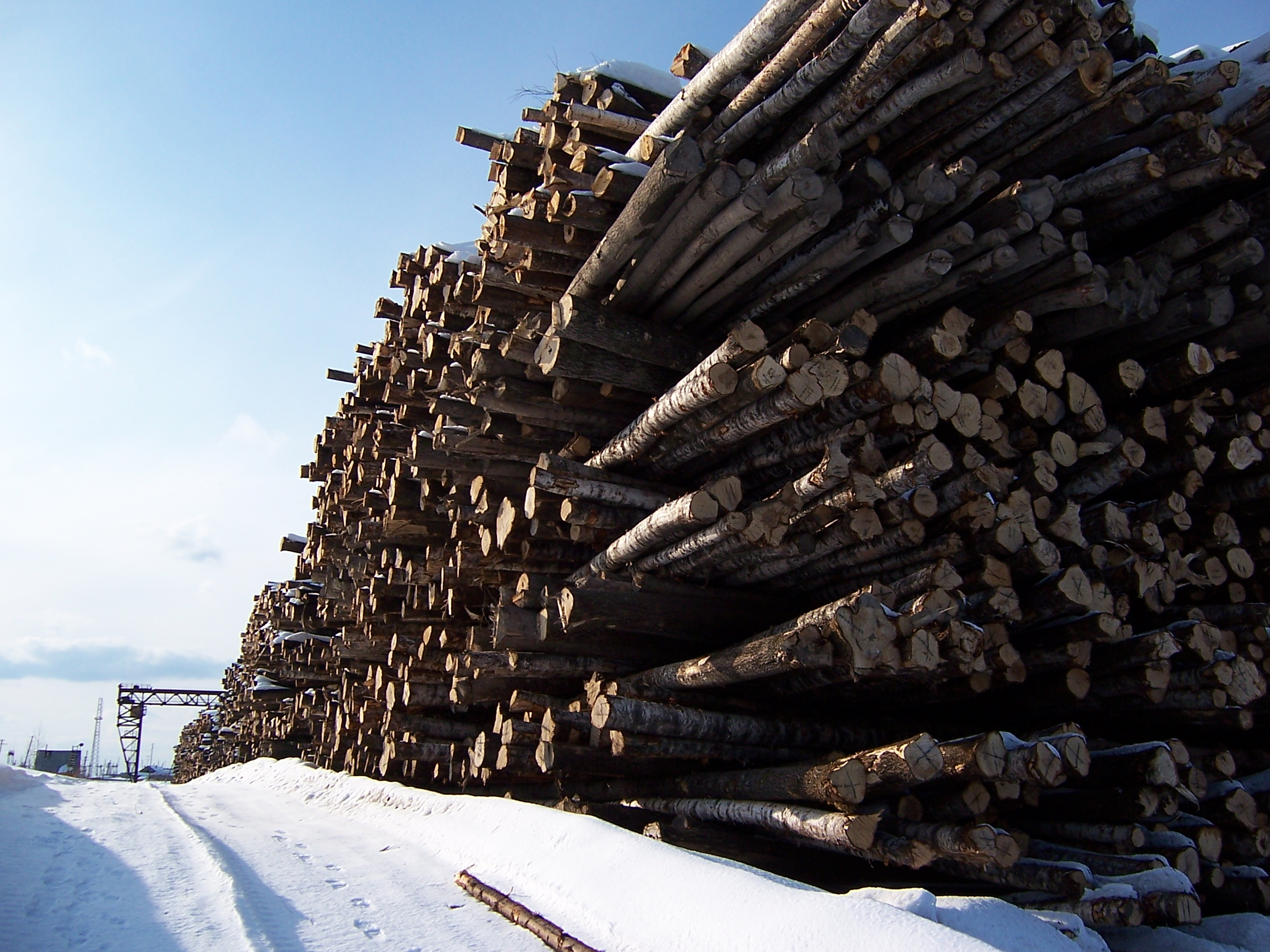
Хлысты на нижнем складе лесозаготовительного предприятия

Древесный хлыст — в лесозаготовительных работах, ствол поваленного дерева, отделённый от корневой части и очищенный от сучьев.
Очистку ствола и отделение вершинной части производят на лесосеках или на верхних и нижних складах лесозаготовительных предприятий, а в некоторых районах — непосредственно на лесозаводах.
Хлысты раскраивают (раскряживают) в зависимости от его размеров и качества на круглые сортименты (отрезки), предназначенные для строительства, выработки пиломатериалов, шпал, фанеры, рудничной стойки, целлюлозы, древесностружечных и древесноволокнистых плит и другой продукции.
В случае использования на лесосеке лесозаготовительного комбайна очистку ствола от сучьев и раскрой по длине выполняет сам комбайн.